# Alu (isla)
Alu (también conocida cómo Shortland Island) es una isla situada al noroeste de las Islas Salomón. Tiene una extensión territorial de 221 kilómetros cuadrados, siendo así la isla más larga del archipiélago de las Islas Salomón. Su punto más alto es de 237 metros sobre el nivel del mar. La isla pertenece a las Islas Shortland.